# Volker Wiese
Volker Wiese (* 1971) ist ein deutscher Rechtswissenschaftler und Hochschullehrer an der Leibniz Universität Hannover.

## Leben
Volker Wiese studierte Rechtswissenschaften an der Christian-Albrechts-Universität zu Kiel, der Ruprecht-Karls-Universität Heidelberg und der Universität Straßburg. Nach seinem Ersten Juristischen Staatsexamen in Heidelberg erwarb er den Master of Laws an der McGill University in Montreal (Kanada). Nach seiner Rückkehr nach Deutschland legte er nach dem Referendariat am Kammergericht in Berlin das Zweite Staatsexamen ab. 2005 schloss er unter Betreuung von Christian Armbrüster an der Bucerius Law School in Hamburg seine Promotion ab. 2012 habilitierte Volker Wiese sich ebenfalls dort unter Florian Faust zu dem Thema „Alternavität in Schuldverhältnissen“ und erhielt die Venia legendi für die Fächer Bürgerliches Recht, Zivilprozessrecht, Europäisches und Internationales Privatrecht und Rechtsvergleichung.
Es folgte im Wintersemester 2012/13 eine Lehrstuhlvertretung an der Universität Heidelberg und 2013 eine Gastprofessur an der Universität Passau. Nach einer einjährigen Lehrstuhlvertretung an der Universität Bayreuth wurde er von der EBS Universität für Wirtschaft und Recht in Wiesbaden auf den Lehrstuhl für Bürgerliches Recht, Internationales Handels- und Wirtschaftsrecht, Rechtsvergleichung und Zivilverfahrensrecht berufen. Diesen Lehrstuhl hatte er von 2014 bis 2015 inne. Im April 2015 wechselte er nach einem Ruf der Universität Bayreuth auf den dortigen Lehrstuhl für Bürgerliches Recht, deutsches und internationales Zivilverfahrensrecht. 2018 erhielt er einen weiteren Ruf der Leibniz Universität Hannover und übernahm dort am 1. April 2019 den Lehrstuhl für Bürgerliches Recht, Internationales Privatrecht und Rechtsvergleich.

## Werke (Auswahl)
Seine Forschungsschwerpunkte liegen insbesondere auf dem Europäischen und Internationalen Privatrecht und dem Verbraucher- und Schuldrecht. Zu diesen Bereichen liegen diverse Aufsätze in Fachzeitschriften und Kommentierungen in Fachkommentaren vor. Daneben ist ein weiterer Schwerpunkt das Kunstrecht und der Kulturgutschutz. 2018 veröffentlichte er den ersten Kommentar zum Kulturgutschutzgesetz (Deutschland) als Mitherausgeber (Elmenhorst/Wiese).
- Der Einfluß des EG-Rechts auf das internationale Sachenrecht der Kulturgüter. Mohr Siebeck, Tübingen 2005, ISBN 978-3-16-148866-5 (Dissertation).
- Alternativität in Schuldverhältnissen. Mohr Siebeck, Tübingen 2017, ISBN 978-3-16-155374-5 (Habilitationsschrift).
- Elmenhorst / Wiese (Hrsg.), Kulturgutschutzgesetz, KGSG – Kommentar, München 2018 – ISBN 978-3-406-70769-8